# Sự phát triển ở Dubai
Quyết định của chính phủ Dubai là đa dạng hóa từ một nền kinh tế dựa trên thương mại vốn phụ thuộc vào dầu mỏ sang một nền kinh tế dịch vụ và du lịch đã làm cho bất động sản và các phát triển khác có giá trị hơn, dẫn đến sự bùng nổ tài sản từ 2004-2006. Xây dựng trên quy mô lớn đã biến Dubai thành một trong những thành phố phát triển nhanh nhất trên thế giới. Có một số dự án quy mô lớn hiện đang được xây dựng hoặc sẽ được xây dựng trong tương lai. Do việc xây dựng hạng nặng đang diễn ra tại Dubai, 30.000 cần cẩu xây dựng, chiếm 25% cần cẩu trên toàn thế giới đang hoạt động ở Dubai. Do bùng nổ xây dựng, Dubai đã thu được nhiều kỷ lục liên quan đến các tòa nhà, bao gồm: Tòa tháp cao nhất thế giới (Burj Khalifa), Trung tâm mua sắm lớn nhất thế giới (Dubai Mall), Đài phun nước lớn nhất thế giới (Đài phun nước Dubai) và Khách sạn cao nhất thế giới (Khách sạn Gevora nằm trong tháp Ahmed Abdul Rahim Al Attar). Dubailand đang được xây dựng, nó sẽ gần gấp đôi kích thước của Walt Disney World Resort.
Trong năm 2009, nhiều dự án bất động sản xây dựng đã bị đình chỉ hoặc bị bỏ quên do cuộc khủng hoảng tài chính tồi tệ hơn trong giai đoạn 2007-2010. Điều đó cũng đã khiến giá bất động sản giảm đáng kể trên khắp Các Tiểu vương quốc Ả Rập thống nhất, nhưng đáng chú ý nhất là ở Dubai. Một nghiên cứu của Cơ quan Quản lý Bất động sản cho thấy hơn 200 dự án đã bị hủy từ năm 2009 đến 2011. Trong năm 2013, Thủ tướng Sheikh Mohammed bin Rashid Al Maktoum đã thành lập một ủy ban để xem xét thanh lý các dự án xây dựng bị đình trệ để trả tiền cho các nhà đầu tư.

## Các khu vực tái phát triển

### Cảng Rashid
Cảng Rashid (tiếng Ả Rập: ميناء راشد; mina'a rāšid), còn được gọi là Mina Rashid, là một cảng thương mại du lịch nhân tạo ở Dubai, Các Tiểu vương quốc Ả Rập thống nhất

### Trung tâm Thương mại Thế giới Dubai
Trung tâm Thương mại Thế giới Dubai (DWTC) (tiếng Ả Rập: مركز التجارة العالمي دبي) là một khu phức hợp kinh doanh ở Dubai, Các Tiểu vương quốc Ả Rập thống nhất, do Sheikh Rashid bin Saeed Al Maktoum yêu cầu xây dựng. Nó nằm dọc theo đường Sheikh Zayed tại Trade Center Roundabout. Khu phức hợp bao gồm tháp nguyên thủy (được xây dựng vào năm 1978), tám phòng triển lãm, Trung tâm Hội nghị Quốc tế Dubai và các căn hộ dân cư.

## Các công trình đã hoàn thành

### Burj Khalifa
Burj Khalifa (tiếng Ả Rập: برج خليفة, "Tháp Khalifa") là một tòa nhà chọc trời siêu lớn trong khu vực Downtown Dubai của Dubai, Các Tiểu vương quốc Ả Rập thống nhất. Tòa nhà là một phần của một sự phát triển nằm ở giao lộ đầu tiên dọc theo đường Sheikh Zayed tại phố Doha. Skidmore, Owings & Merrill LLP (SOM) của Chicago là công ty chính xây dựng, kết cấu và kỹ sư cơ khí của Burj. George J. Efstathiou của SOM là đối tác quản lý dự án, trong khi Adrian Smith, trước đây làm tại SOM là đối tác thiết kế. Đánh giá của bên thứ ba đã được thực hiện bởi CBM Engineers Inc. Đây là cấu trúc cao nhất trên thế giới.
Một số dự án lớn khác ở có thể tranh giành danh hiệu "Cấu trúc nhân tạo cao nhất". Một trong những đối thủ cạnh tranh chính của Burj Khalifa đã được lên kế hoạch cho một địa điểm chỉ cách Burj Khalifa 50 km. Tháp Nakheel được xây dựng bởi Nakheel Properties, sẽ cao khoảng 1.400 m, nhưng dự án đã bị hủy bỏ vào tháng 12 năm 2009.
Burj Khalifa đã được thiết kế để trở thành trung tâm của một quy mô lớn, phát triển với đa chức năng cùng khu vực bao gồm 30.000 ngôi nhà, chín khách sạn như The Address Downtown Dubai rộng 2,5 ha, ít nhất 19 tháp dân cư, trung tâm mua sắm Dubai Mall và Hồ Burj Dubai nhân tạo rộng 12 ha. Chi phí phát triển 2.0 km vuông vào khoảng 20 tỷ USD. Tháp chiếm tổng cộng 2 triệu m².
Tòa nhà này đã khôi phục lại danh hiệu cấu trúc nhân tạo cao nhất của Trái Đất đến Trung Đông - một danh hiệu bị soán ngôi kể từ khi nhà thờ Lincoln khánh thành và cao hơn Kim tự tháp Giza của Ai Cập vào năm 1311.
Burj Khalifa Heights, bưu điện cao nhất thế giới, đã được khai trương trên tầng 148 của Burj Khalifa. Một lễ kỷ niệm cho sự ra mắt là việc phát hành con tem chính thức trị giá 3 AED, có hình ảnh của tòa nhà và đánh dấu kỷ niệm năm thứ sáu của nó.

### Dubai Mall
Dubai Mall là một trung tâm mua sắm lớn ở Dubai, Các Tiểu vương quốc Ả Rập thống nhất thuộc sở hữu của Emaar, là một phần của Downtown Dubai. Các điểm tham quan nổi bật bao gồm chợ vàng lớn nhất thế giới, đảo thời trang rộng 79.000 mét vuông; một trong những bể cá lớn nhất thế giới; một cửa hàng kẹo lớn nhất thế giới; một sân trượt băng cỡ Olympic; thác nước Oasis Fountain; WaterFront Atrium. Trung tâm mua sắm đã giành được năm giải thưởng - hai giải thưởng tại Giải thưởng Dự án Tương lai Bán lẻ tại Mapic, Cannes năm 2004, Đề án Phát triển Bán lẻ Tốt nhất và Sử dụng Ánh sáng Tốt nhất trong Môi trường Bán lẻ và còn nhận thêm ba giải thưởng khác là Giải thưởng tại Hội nghị thượng đỉnh sáng tạo 2005 tại Portland, Oregon - giải thưởng Vàng cho Nghệ thuật xuất sắc nhất/Thiết kế đồ họa, Giải thưởng bạc và giải thưởng Công nhận đặc biệt của Giám khảo.

### Burj al-Arab
Burj al-Arab (tiếng Ả Rập: برج العرب, "Tháp Ả Rập") là một khách sạn sang trọng ở Dubai, Các Tiểu vương quốc Ả Rập thống nhất, được xây dựng bởi Said Khalil. Khách sạn được thiết kế bởi Tom Wright của công ty WS Atkins PLC. Với chiều cao 321 mét, cấu trúc này là tòa nhà cao nhất được sử dụng làm khách sạn, tuy nhiên, tháp Rose cũng ở Dubai đã ngang bằng với Burj al-Arab sau khi nó được hoàn thành vào năm 2007. Khách sạn nằm trên đảo nhân tạo cách bờ khoảng 280 mét từ bãi biển Jumeirah, và kết nối với đất liền bằng một cây cầu. Hình dáng khách sạn được thiết kế để tượng trưng cho sự biến đổi đô thị của Dubai và để mô tả hình dạng của một chiếc thuyền buồm Ả Rập, dhow.

### Trung tâm mua sắm Emirates

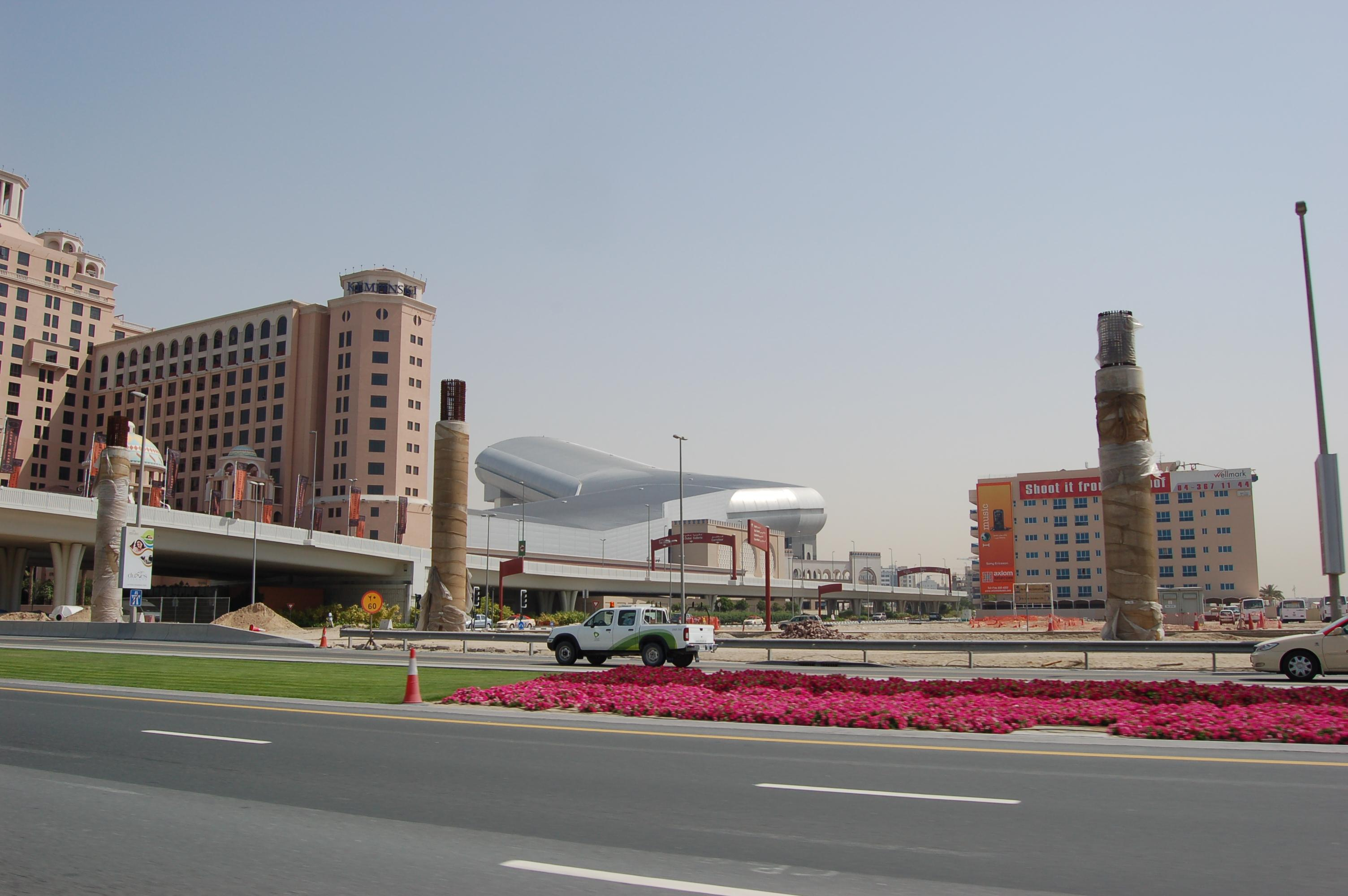
Trung tâm mua sắm Emirates với Ski Dubai

Trung tâm mua sắm Emirates là một trung tâm mua sắm ở Dubai, Các Tiểu vương quốc Ả Rập thống nhất. Nó hiện đang thuộc sở hữu của Majid Al Futtaim (MAF Holding), và được thiết kế bởi công ty kiến trúc Mỹ, F+A Architects. Trung tâm mua sắm Emirates chứa khoảng 220.000 mét vuông cửa hàng và toàn bộ trung tâm mua sắm tổng cộng khoảng 600.000 mét vuông. Tuy nhiên trung tâm mua sắm lớn nhất thế giới hiện nay là South China Mall ở Đông Hoản, Trung Quốc, có diện tích mua sắm khoảng 660.000 mét vuông trong một khu phức hợp có tổng diện tích khoảng 890.000 mét vuông.
Mặc dù nó có các tiện ích thông thường cho một trung tâm mua sắm (mười bốn rạp chiếu phim, một sân chơi game, một loạt các cửa hàng điển hình, và một nhà hát kịch). Kiến trúc nổi tiếng nhất của nó là lần đầu tiên ở có Trung Đông dốc trượt tuyết trong nhà, Ski Dubai. Với khu vực trượt tuyết, Trung tâm mua sắm Emirates tìm cách phân biệt chính nó với hàng chục trung tâm mua sắm mới hoàn thành ở Dubai và các tiểu vương quốc xung quanh.

### Dubai Internet City
Dubai Internet City (DIC) (tiếng Ả Rập: مدينة دبي للإنترنت) là một công viên công nghệ thông tin được tạo ra bởi chính phủ Dubai, là khu kinh tế tự do và là cơ sở chiến lược cho các công ty nhắm mục tiêu đến các thị trường mới nổi trong khu vực. Các quy tắc kinh tế của DIC cho phép các công ty tận dụng được một số quyền sở hữu, thuế và các lợi ích liên quan tùy chỉnh được luật pháp đảm bảo trong thời gian 50 năm. Một mô hình hoạt động bao gồm 100% sở hữu nước ngoài, tương tự như các hoạt động phổ biến tại các khu kinh tế được chỉ định khác ở Các Tiểu vương quốc Ả Rập thống nhất. Các quyền tự do này đã dẫn dắt nhiều công ty công nghệ thông tin toàn cầu như Microsoft, IBM, Tập đoàn Oracle, Sun Microsystems, Cisco, HP, Nokia và Siemens, Nera Telecom, cũng như các công ty có trụ sở tại UAE như i-mate, Acette đặt trụ sở tại DIC. DIC nằm liền kề với các cụm công nghiệp khác như Dubai Media City và Dubai Knowledge Village.

### Dubai Media City
Dubai Media City (DMC) là một phần của Dubai Holding, một khu vực miễn thuế ở Dubai, Các Tiểu vương quốc Ả Rập thống nhất. Nó đã được xây dựng bởi chính phủ Dubai để thúc đẩy chỗ đứng về truyền thông của đất nước và để trở thành một trung tâm khu vực cho các tổ chức truyền thông khác nhau từ: các cơ quan tin tức, xuất bản, phương tiện truyền thông trực tuyến, quảng cáo, sản xuất và phát sóng. Công việc nền tảng cho cơ sở hạ tầng (như cáp quang) đã được đặt cho các công ty để thiết lập dễ dàng cùng các thủ tục hoạt động giúp thoải mái cho các công ty hoạt động trong DMC.

### Dubai Knowledge Village
Dubai Knowledge Village là một trong số những khu vực của công ty con của TECOM Investments, cung cấp cơ sở vật chất cho hoạt động đào tạo và hỗ trợ học tập. Là một khu kinh tế tự do, nó cung cấp 100% sở hữu nước ngoài, 100% miễn thuế, 100% hồi hương tài sản và lợi nhuận và thủ tục cấp visa dễ dàng. Hơn 400 cơ sở của nó bao gồm các trung tâm đào tạo, trung tâm chuyên nghiệp và các công ty nhân sự.

### Trung tâm tài chính quốc tế Dubai
Trung tâm tài chính quốc tế Dubai (DIFC) là trung tâm tài chính trong khu vực MENA có thị trường vốn được chỉ định là khu vực tài chính miễn phí ở Dubai. Nó được thành lập để tạo ra một môi trường cho sự tăng trưởng, tiến bộ và phát triển kinh tế ở Các Tiểu vương quốc Ả Rập thống nhất bằng cách cung cấp cơ sở hạ tầng pháp lý và kinh doanh cũng như chuẩn mực theo tiêu chuẩn quốc tế.

### Dubai Healthcare City

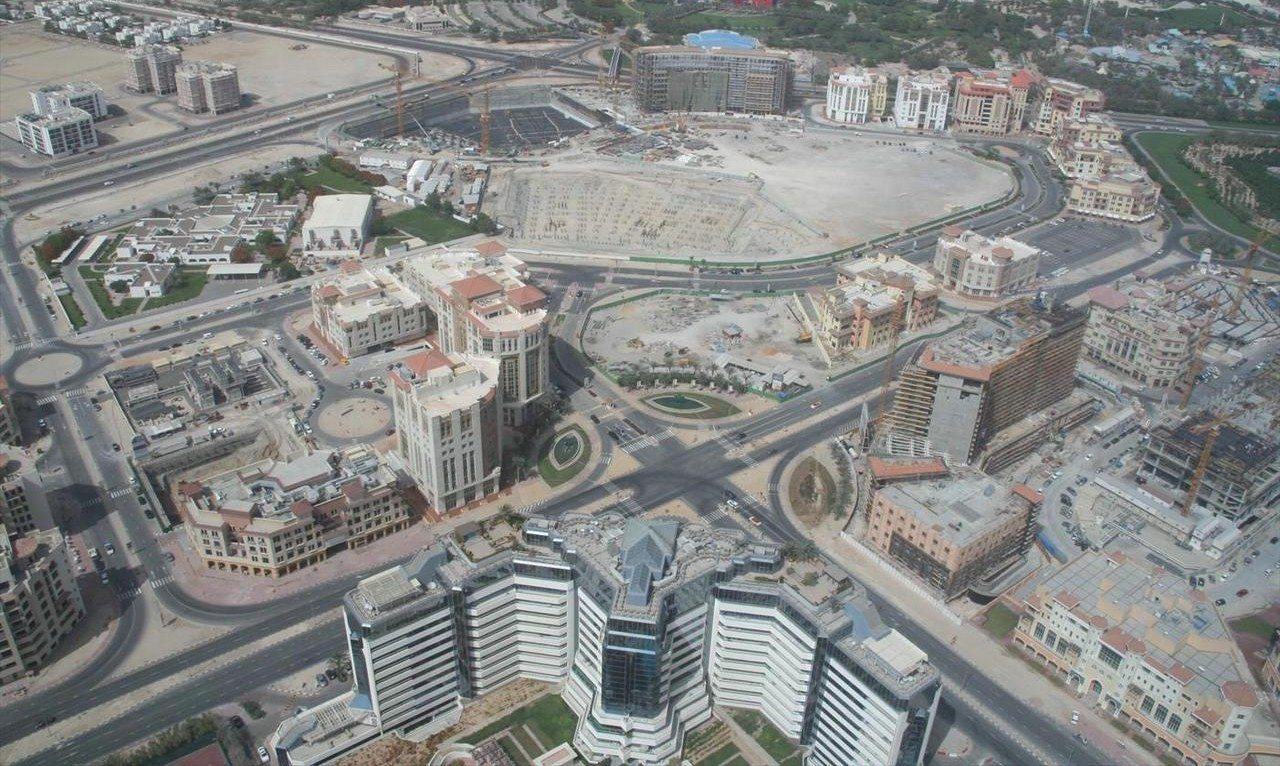
DHCC nhìn từ trên không vào ngày 1 tháng 5 năm 2007

Được hình thành bởi quyết định Sheikh Mohammed bin Rashid Al Maktoum, tầm nhìn của Dubai Healthcare City (DHCC) là trở thành địa điểm được quốc tế công nhận về chăm sóc sức khỏe chất lượng và trung tâm tích hợp xuất sắc cho các dịch vụ lâm sàng và chăm sóc sức khỏe, giáo dục và nghiên cứu y khoa.

### Dubai Studio City
Dubai Studio City là một phần của Dubai Media City ở Dubai, Các Tiểu vương quốc Ả Rập thống nhất. Sau bước chân của Dubai Media City, nó sẽ phục vụ cho nhu cầu sản xuất của khu vực và có kế hoạch xây dựng các hãng phim như Hollywood.

### Ốc đảo Dubai Silicon
Ốc đảo Dubai Silicon là một khu công nghệ đang được phát triển tại Dubai, Các Tiểu vương quốc Ả Rập thống nhất do Sheikh Mohammed bin Rashid Al Maktoum, Phó Tổng thống & Thủ tướng Các Tiểu vương quốc Ả Rập thống nhất và Tiểu vương Dubai vào tháng 10 năm 2002, nhằm trở thành trung tâm quốc tế về đổi mới điện tử, nghiên cứu và phát triển.

## Các công trình đang được xây dựng đáng chú ý

### Pentominium
Pentominium là một tòa nhà chọc trời siêu lớn đang được xây dựng ở Dubai, tuy nhiên việc xây dựng đã bị tạm dừng kể từ tháng 7 năm 2012 do thiếu hụt về tài chính. Nó được thiết kế bởi kiến trúc sư Aedas và đang nhận được tài trợ từ Trident International Holdings. Khi hoàn thành, tòa nhà sẽ cao 516 mét, với 120 tầng trên mặt đất. Sau khi hoàn thành nó sẽ trở thành tòa nhà dân cư cao nhất thế giới và là một trong những công trình xây dựng cao nhất thế giới.

### Marina 101
Marina 101, dự kiến sẽ cao 426,5 mét, sau khi hoàn thành vào năm 2014, nó sẽ trở thành tòa nhà dân cư cao thứ ba trên thế giới sau tháp Princess.

## Các công trình đang được xây dựng hoặc đang tiếp tục phát triển thêm

### Downtown Dubai
Downtown Dubai là dự án phát triển quy mô lớn, tọa lạc tại giao lộ đầu tiên dọc theo đường Sheikh Zayed và phố Financial Centre (trước đây gọi là phố Doha). Toàn bộ khu vực có diện tích 2 km vuông và chi phí 20 tỷ USD (73 tỷ AED).

### Dubai Maritime City
Dubai Maritime City (DMC) là một khu vực hàng hải đa năng. Đây là trung tâm hàng hải được xây dựng theo mục đích đầu tiên trên thế giới và là thành viên của nhóm các công ty Dubai World. Cơ sở hạ tầng cho các khu công nghiệp của dự án đã hoàn thành 85 phần trăm trong năm 2009 trong khi nền tảng cho khu thương mại là 65 phần trăm, và công việc xây đường phố vận chuyển đang ở giai đoạn cuối cùng.

### Dubai Marina
Dubai Marina là một quận ở trung tâm được gọi là 'Dubai mới', ở Dubai, Các Tiểu vương quốc Ả Rập thống nhất. Nút giao 5 giữa cảng Jebel Ali và Dubai Internet City, Dubai Media City và trường đại học Hoa Kỳ ở Dubai. Giai đoạn đầu của dự án này đã được hoàn thành.
Bến du thuyền hoàn toàn do con người tạo ra và được phát triển bởi công ty phát triển bất động sản Emaar Properties của Các Tiểu vương quốc Ả Rập thống nhất. Sau khi hoàn thành, nó được cho là bến du thuyền nhân tạo lớn nhất thế giới. Bến du thuyền nhân tạo lớn nhất hiện nay trên thế giới là Marina del Rey ở Los Angeles, California, Hoa Kỳ.

### Khu tự do Jumeirah Lake Towers
Khu tự do Jumeirah Lake Towers (tiếng Ả Rập: ابراج بحيرة الجميرا) là một khu phát triển rất lớn ở Dubai, Các Tiểu vương quốc Ả Rập thống nhất bao gồm 79 tòa tháp được xây dựng dọc theo bốn hồ nhân tạo (Hồ Tây Almas, hồ Đông Almas, hồ Elucio và hồ Allure) cũng như JLT Embankment của 8 tháp đối diện với quần đảo Jumeirah. Các hồ (sâu khoảng 3 mét) sẽ được lấp đầy hoàn toàn vào cuối năm 2009. Tổng diện tích được bao phủ bởi các hồ, đường thủy và cảnh quan sẽ là 730.000 mét vuông. Các tòa tháp sẽ có từ 35 đến 45 tầng, ngoại trừ trung tâm là 66 tầng. Tòa tháp cao nhất và trung tâm của toàn bộ khu phức hợp là tháp Almas, nằm trên hòn đảo giữa hồ Tây Almas và hồ Đông Almas. Tất cả các tòa nhà dân cư sẽ được đặt thành một khu riêng biệt.

### Vịnh Business
Vịnh Business là một khu kinh doanh vùng trung tâm đang được xây dựng tại Downtown Dubai, Các Tiểu vương quốc Ả Rập thống nhất. Dự án có nhiều tòa nhà chọc trời nằm trong khu vực nơi nhánh sông Dubai được nạo vét và mở rộng. Vịnh Business sẽ có tới 230 tòa nhà, thu hút sự phát triển thương mại và dân cư.
Vịnh Business mở rộng từ Ras Al Khor đến đường Sheikh Zayed với tháp văn phòng, nhà ở, các công ty quốc tế và các tổ chức tài chính của Trung tâm tài chính quốc tế Dubai. Các khách sạn quốc tế như tháp Emirates và Shangri-La cũng nằm trên đường Sheikh Zayed. Vịnh Business nằm cạnh Trung tâm Lễ hội Dubai và nằm gần Sân bay Quốc tế Dubai.

### Tàu điện ngầm Dubai

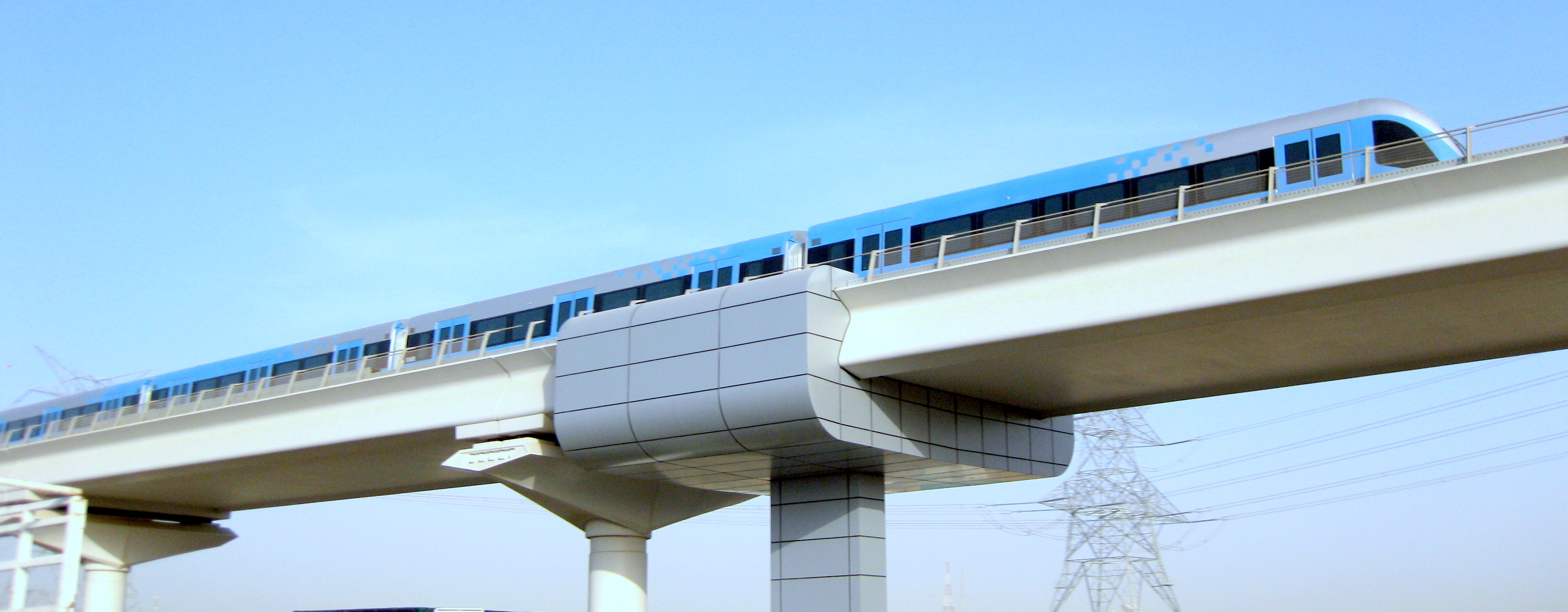
Các chuyến tàu thử nghiệm tại Dubai - tháng 2 năm 2009

Tàu điện ngầm Dubai là một mạng lưới tàu điện ngầm hoàn toàn tự động, không có người lái hiện đang được xây dựng tại thành phố Dubai của Các Tiểu vương quốc Ả Rập thống nhất. Mạng lưới này sẽ có hai tuyến cung cấp hệ thống thu gom đường sắt thứ ba sẽ chạy ngầm dưới lòng đất ở trung tâm thành phố và trên các cầu cạn trên các tuyến đường đôi. Giai đoạn đầu tiên của mạng đang được xây dựng bởi Liên minh Đường sắt Dubai (DURL) gồm các công ty Nhật Bản như Mitsubishi Heavy Industries, Mitsubishi Corporation, Obayashi Corporation, Kajima Corporation và công ty Thổ Nhĩ Kỳ Yapi Merkezi. Tàu điện ngầm Dubai sẽ do Cơ quan Giao thông và Đường phố Dubai vận hành. Hệ thống tàu điện ngầm Dubai sẽ là hệ thống đường sắt tự động hoàn toàn dài nhất trên thế giới. Hoàn thành phần đầu tiên của hệ thống được dự kiến cho năm 2009. Các kế hoạch cho Dubai Metro bắt đầu dưới sự chỉ đạo của Bộ trưởng Dubai Sheikh Mohammed bin Rashid Al Maktoum dự kiến thu hút 15 triệu du khách vào năm 2010. Điều này kết hợp với dân số tăng nhanh chóng của Dubai dự kiến đạt 3 triệu vào năm 2017 và tắc nghẽn giao thông nghiêm trọng thường xuyên xảy ra làm cho việc xây dựng hệ thống đường sắt đô thị để cung cấp thêm khả năng vận chuyển giao thông công cộng, giảm lưu lượng xe cá nhân và cung cấp cơ sở hạ tầng để phát triển thêm.

### Dubai Sports City, Dubailand
Dubai Sports City là một thành phố thể thao hiện đang được xây dựng tại Dubai, Các Tiểu vương quốc Ả Rập thống nhất. Thành phố sẽ bao gồm các tòa nhà chung cư cũng như một số cơ sở thể thao. Các cấu trúc đầu tiên sẽ được mở vào cuối năm 2007. Cấu trúc thể thao chính sẽ là sân vận động ngoài trời đa năng sức chứa 60.000 chỗ ngồi. Sân vận động này sẽ được sử dụng cho các môn thể thao như điền kinh, bóng đá và rugby union. Các địa điểm khác bao gồm sân chơi cricket 25.000 chỗ ngồi, nhà thi đấu 10.000 chỗ ngồi, sân vận động khúc côn cầu 5000 chỗ ngồi và sân golf 18 lỗ do Ernie Els thiết kế.

### Dubai Autodrome, Dubailand
Dubai Autodrome là một trường đua xe thể thao đã được FIA xác nhận dài 5,39 km nằm ở Dubai Motor City, Dubai, Các Tiểu vương quốc Ả Rập thống nhất. Vào tháng 12 năm 2005, A1 Grand Prix thường tổ chức tại đây và đã được đề xuất như là một địa điểm cho xe công thức 1.

### Dubai South
Dubai South (trước đây có tên là Dubai World Central) là trung tâm hàng hóa và hành khách lớn nhất thế giới bao gồm cả Sân bay quốc tế Al Maktoum lớn hơn gấp mười lần so với sân bay quốc tế Dubai và Dubai Cargo Village kết hợp lại. Dubai South là nền tảng hậu cần tích hợp đầu tiên trên thế giới với tất cả các phương thức vận tải, hậu cần và các dịch vụ giá trị gia tăng, bao gồm sản xuất và lắp ráp, trong một môi trường ngoại quan và khu tự do. Dubai South sẽ có tổng cộng 100.000 chỗ đậu xe cho xe ô tô cho nhân viên, cư dân Dubai, khách du lịch và những người dùng khác. Điều này sẽ cung cấp cho các cơ sở sự khác biệt của việc có cơ sở đậu xe lớn nhất trên thế giới. Danh hiệu trước thuộc về bãi đậu xe 20.000 chỗ đậu xe của West Edmonton Mall.

#### Sân bay quốc tế Al Maktoum
Sân bay quốc tế Al Maktoum (IATA: DWC, ICAO: OMDW) là một sân bay mới khổng lồ đang được xây dựng gần Jebel Ali, phía nam Dubai tại Các Tiểu vương quốc Ả Rập thống nhất. Nó sẽ là khu vực chính của Dubai South gồm khu vực chờ, khu thương mại và khu hậu cần phức tạp. Sau khi hoàn thành nó sẽ là cơ sở hoạt động vùng trời lớn thứ tư trong khu vực (kích thước vật lý). Chỉ có ba cơ sở vùng trời khác lớn hơn Dubai South: Sân bay Quốc tế King Fahd, Damman, Ả Rập Xê Út, lớn hơn cả nước Bahrain, với diện tích 780 km2; Sân bay quốc tế Montréal-Mirabel, Montreal, Quebec, Canada, với diện tích 392 km2 và Sân bay Quốc tế King Khalid, Riyadh, Ả Rập Xê Út, với diện tích 225 km2.
Do quy mô vật lý khổng lồ của quy hoạch, những người khác sẽ tuyên bố rằng Dubai South sẽ là có dự án sân bay đầy tham vọng nhất từng được hình dung. Các ước tính mới nhất của chính phủ Dubai đã ấn định mức giá 82 tỷ USD. Aerotropolis này sẽ đắt hơn 62 tỷ USD so với dự án sân bay đắt đỏ tiếp theo của dự án trọng điểm sân bay quốc tế Hong Kong-Chek Lap Kok - chi phí do chính phủ Hồng Kông ước tính khoảng 20 tỷ USD (giá trị năm 1997). Điều này cũng sẽ làm cho nó trở thành dự án đơn lẻ đắt nhất trên thế giới (với các ngoại lệ có thể có của Dubai Waterfront, Palm Deira, và New Songdo Intelligent City).

### Làng toàn cầu
Làng toàn cầu nằm ở Dubailand, khu du lịch giải trí lớn nhất thế giới. Làng toàn cầu là điểm đến văn hóa, giải trí và mua sắm hàng đầu của khu vực, với các nền văn hóa, nghệ thuật, sân khấu, thương mại và ẩm thực đa dạng từ khắp nơi trên thế giới và chào đón hơn bốn triệu khách mỗi năm. Mỗi mùa Làng toàn cầu cung cấp một loạt các chương trình mới và tiên phong mới ở trung tâm của Dubailand. Với diện tích 1.600.000 mét vuông, Làng toàn cầu mới tại Dubailand sẽ có cơ sở vật chất rộng lớn hơn và các tính năng khác, việc xây dựng dự án này đã được bắt đầu vào năm 2003 và gần như hoàn thành với hai hoặc ba dự án dự kiến sẽ hoàn thành vào năm 2011. Nó hiện đã hoàn thành.

### Làng văn hóa
Làng văn hóa là một dự án phát triển đa mục đích, nằm dọc theo bờ nhánh sông Dubai trên một lô đất rộng 3.700.000 mét vuông. Khi hoàn thành ngôi làng sẽ bao gồm một bến cảng, trung tâm văn hóa và triển lãm và phát triển bến cảng. Phần trung tâm của dự án này là Palazzo Versace.

### Làng Jumeirah
Làng Jumeirah là một cộng đồng mới của Nakheel gần Dubai Sports City ở Dubai, Các Tiểu vương quốc Ả Rập thống nhất. Làng Jumeirah có hai khu vực chính: Làng Nam Jumeirah và Làng Bắc Jumeirah. Dự án này được khởi động vào tháng 8 năm 2004 và hoàn thành vào năm 2009, sau khi hoàn thành nó sẽ có 2000 biệt thự.

### Dubai International Academic City
Dubai International Academic City (DIAC), là dự án mới đang được xây dựng gần Al Ruwayyah, đường Dubai-Al Ain DAC sẽ trải rộng trên diện tích 12.000.000 mét vuông và dự kiến sẽ hoàn thành vào năm 2012. Dự án đã được đưa ra vào tháng 5 năm 2006. Mục đích của DIAC là xây dựng cơ sở cho các trường học, cao đẳng và đại học. Đến năm 2015, thành phố Dubai Academic dự kiến sẽ có 40.000 sinh viên.

### Dubai International City
Dubai International City là một kiến trúc theo chủ đề quốc gia về nhà ở, doanh nghiệp và các điểm tham quan du lịch. Trải dài trên diện tích 800 ha (8 triệu mét vuông), sự sắp xếp của thành phố được lấy cảm hứng từ tấm thảm truyền thống của Trung Đông. Sau khi hoàn thành, dự án sẽ bao gồm studio, căn hộ và chứa hơn 60 nghìn cư dân.

### Khu công nghiệp Dubai
Khu công nghiệp Dubai là khu công viên công nghiệp chuyên dụng ở Dubai, có diện tích 52.000.000 mét vuông. Nó sẽ là thành phố trong một thành phố. Khi hoàn thành việc phát triển sẽ bao gồm các khu vực thực phẩm và đồ uống, cơ sở kim loại và các khu vực vận chuyển, kho bãi và một khu bảo tồn rộng lớn. Các khu vực này được bổ sung thêm với các hoạt động hậu cần, giáo dục... Nó sẽ được đặt gần sân bay quốc tế Jebel Ali dọc theo đường Emirates. Thành phố dự kiến sẽ chứa khoảng 500.000 người khi nó được hoàn thành vào năm 2015.

### Dubai Festival City
Dubai Festival City (tiếng Ả Rập: دبي فستيفال سيتي) là một khu dân cư lớn, kinh doanh và giải trí ở thành phố Dubai, Các Tiểu vương quốc Ả Rập thống nhất. Được gọi là "thành phố trong một thành phố", Dubai Festival City là sự phát triển sử dụng hỗn hợp lớn nhất Trung Đông: tất cả các yếu tố cho công việc, sinh hoạt và giải trí sẽ được xây dựng trong dự án. Sau khi hoàn thành, Festival City sẽ bao gồm một loạt các cộng đồng dân cư, nhiều khách sạn, trung tâm mua sắm, sân golf và các khu giải trí khác, và một bộ đầy đủ các dịch vụ công cộng, bao gồm cả trường học.
Al Jaddaf sẽ là một ngôi nhà của một thư viện khổng lồ. Được tôn vinh là thư viện Mohammed Bin Rashid, dự kiến sẽ mở cửa vào năm 2017 và sẽ trải rộng trên diện tích 66.000 mét vuông. Al Jaddaf nằm bên kia nhánh sông Dubai.

### Dubai Pearl
Dubai Pearl là một khu phức hợp được xây dựng gần Dubai Media City. Nó được ước tính chi phí 3 tỷ USD. Đề án sẽ bao gồm bốn tòa tháp, mỗi tòa tháp cao 67 tầng với các cơ sở bán lẻ và bốn tầng đậu xe. Ba trong số các tầng trong tòa tháp sẽ chứa 'ngôi nhà trên bầu trời'. Nhà đầu tư chính là gia đình Al Fahim từ Abu Dhabi. Các kiến trúc sư người Úc CK Designworks đã hoàn thành công việc trên các tòa nhà.

### Downtown Jebel Ali
Downtown Jebel Ali là một dự án phát triển hỗn hợp nằm giữa bờ sông Dubai và Công viên Techno, trải rộng trên diện tích 200 ha sau khi hoàn thành sẽ là nơi sinh sống của 235.000 người, 70.000 trong số đó sẽ là cư dân. Sau khi hoàn thành toàn bộ khu vực phát triển sẽ bao gồm bốn khu vực riêng biệt, còn được gọi là Quarters. Downtown Jebel Ali khi hoàn thành sẽ được có từ 326 tòa nhà trong tổng số 237 tòa nhà đã được chỉ định cho mục đích dân cư. Giai đoạn đầu tiên của dự án được dự kiến sẽ hoàn thành vào năm 2009, giai đoạn cuối cùng sẽ hoàn thành vào năm 2011. Mã phát triển quy hoạch tổng thể được quản lý bởi một nhóm Kiến trúc sư từ EllisDon.

### Công viên Dubai Investment
Công viên Dubai Investment là một dự án phát triển hỗn hợp ở Dubai, Các Tiểu vương quốc Ả Rập thống nhất. Khi hoàn thành nó sẽ có 3.200 ha trong khu vực hoặc khoảng 9 km nội địa từ vịnh Ba Tư gần khu công nghiệp của Jebel Ali. Sau khi hoàn thành nó sẽ có các khu định cư công nghiệp, kinh doanh, dân cư và giải trí. Công viên Dubai Investment sẽ được xây dựng theo từng giai đoạn và chỉ còn một giai đoạn nữa là hoàn thành.

### Dubai Exhibition City
Dubai Exhibition City sẽ được xây dựng trong sân bay quốc tế Jebel Ali, Dubai, Các Tiểu vương quốc Ả Rập thống nhất. Trải rộng trên diện tích 280.000 mét vuông, toàn bộ dự án dự kiến sẽ tốn 8 tỷ AED. Dubai Exhibition City sẽ được xây dựng theo từng giai đoạn và giai đoạn đầu tiên dự kiến hoàn thành vào năm 2009 và giai đoạn cuối cùng dự kiến sẽ hoàn thành vào năm 2020.

### Làng Jebel Ali
Làng Jebel Ali là sự tái phát triển của Làng Jebel Ali hiện tại. Làng Jebel Ali hiện tại được xây dựng vào năm 1977 để cung cấp chỗ ở cho người nước ngoài. Việc xây dựng tái phát triển Làng Jebel Ali đã bắt đầu vào năm 2008, và dự kiến sẽ hoàn thành vào năm 2013. Các biệt thự và người thuê nhà hiện tại sẽ bị phá hủy sẽ tạo không gian cho những căn biệt thự mới. Làng Jebel Ali sau khi hoàn thành sẽ bao gồm các cơ sở thương mại, cộng đồng và bán lẻ, và việc mở rộng công viên Trung ương hiện tại lên 12 ha.

### Dubai Production City
Dubai Production City là một khu vực miễn phí và khu vực tự do phục vụ cho các công ty sản xuất truyền thông. Trải dài trên diện tích 4.000.000 mét vuông, nó nằm ở Dubai, Các Tiểu vương quốc Ả Rập thống nhất gần Làng Nam Jumeirah. Chính phủ Dubai có kế hoạch chuyển đổi khu vực này thành thế hệ kế tiếp của Dubai Media City.

### Quần đảo Cây Cọ
Quần đảo Cây Cọ 25°06′28″B 55°08′15″Đ / 25,10778°B 55,1375°Đ sẽ là ba hòn đảo nhân tạo lớn nhất thế giới. Các đảo là Palm Jumeirah, Palm Jebel Ali và Palm Deira. Họ được ủy quyền bởi Sheikh Mohammed bin Rashid Al Maktoum như một cách để tăng sức du lịch của Dubai. Mỗi hòn đảo sẽ có một số lượng lớn các khu dân cư và các trung tâm giải trí và sẽ thêm 520 km bãi biển vào thành phố. Chúng được xây dựng bởi Nakheel Properties.

### Palm Jumeirah
Palm Jumeirah bao gồm một 'thân cây', 'vương miện', và một hòn đảo 'lưỡi liềm' xung quanh sẽ hình thành một đê chắn sóng dài 11 km. Hòn đảo chính nó là 5 km x 5 km. Nó sẽ thêm 78 km bờ biển Dubai. Giai đoạn đầu tiên của sự phát triển tạo ra 4.000 nhà ở. Cư dân bắt đầu mua nhà theo các thuộc tính Palm Jumeirah vào cuối năm 2006, 5 năm sau khi cải tạo đất bắt đầu, theo nhà phát triển dự án Nakheel Properties. Điều này báo hiệu kết thúc giai đoạn một của xây dựng, trong đó bao gồm khoảng 1.400 biệt thự trên 11 cánh cọ của đảo và khoảng 2.500 căn hộ bờ biển trong 20 tòa nhà ở phía đông của 'thân cây'.

### Thành phố Al Habtoor
Thành phố Al Habtoor là một sự phát triển đa chức năng bao gồm ba khách sạn (The St. Regis Dubai, The Westin, Thành phố Al Habtoor, W Dubai - Thành phố Al Habtoor) và ba tòa tháp dân cư cao tầng do Tập đoàn Al Habtoor ủy nhiệm vào năm 2012. Regis Dubai là khách sạn đầu tiên mở cửa vào tháng 12 năm 2015, W Dubai - Al Habtoor City đã ra mắt vào tháng 6 năm 2016 và The Westin Dubai, Thành phố Al Habtoor đón chào những vị khách đầu tiên vào tháng 8 năm 2016. Thành phố Al Habtoor nằm trên một trong những khách sạn lâu đời nhất của Dubai, Metropolitan trên đường Sheikh Zayed (đường E11).

## Sự phát triển bị tạm ngừng

### Jumeirah Garden City
Quy hoạch tổng thể của Jumeirah Garden City đề cập đến việc tái phát triển diện tích đất 9.000.000 mét vuông. Sự phát triển bao gồm 12 quận với diện tích xây dựng 14.000.000 mét vuông. Jumeirah Garden City sẽ hướng tới mục tiêu phục vụ cho 50.000 đến 60.000 cư dân. Dự án sẽ có giá xấp xỉ 350 tỷ AED (tương đương 95 tỷ USD). Thông báo tạm ngừng xây dựng này đi kèm cùng sự suy thoái toàn cầu đã làm tan vỡ niềm tin của nhà đầu tư trên toàn thế giới, nhưng tiếp tục cho thấy rằng Dubai quyết tâm tiếp tục với tầm nhìn về Hoàng thân Sheikh Mohammad Bin Rashid Al Maktoum, Phó Chủ tịch và Thủ tướng của UAE và tiểu vương của Dubai.

### Khách sạn và Tháp Quốc tế Trump, Dubai
Khách sạn và Tháp Quốc tế Trump là một khách sạn cao tầng được đề xuất tại khu vực Palm Jumeirah đã chính thức bị hủy bỏ vào năm 2011.

### Quần đảo Thế giới
Quần đảo Thế giới là một quần đảo nhân tạo gồm 300 hòn đảo trong hình dạng của một bản đồ thế giới hiện đang được xây dựng ngoài khơi bờ biển Dubai, Các Tiểu vương quốc Ả Rập thống nhất. Quần đảo Thế giới là một trong một loạt các dự án đảo nhân tạo ở Dubai, cùng với quần đảo Cây Cọ và giống như các đảo khác, Quần đảo Thế giới đang được xây dựng chủ yếu bằng cách sử dụng cát nạo vét từ biển. Quần đảo Thế giới là đứa con tinh thần của Sheikh Mohammed bin Rashid Al Maktoum, tiểu vương Dubai. Tính đến tháng 11 năm 2009, chỉ có hai trong số hàng trăm hòn đảo được hoàn thành, đứng đầu với một ngôi nhà lớn và nhiều cây cối. Tất cả những hòn đảo khác vẫn còn cằn cỗi và rất ít thiết bị xây dựng là bằng chứng.

#### OQYANA, Quần đảo Thế giới
OQYANA là một quần đảo của các đảo nhân tạo tạo nên lục địa Úc của sự phát triển Thế giới, ngoài khơi bờ biển Dubai. Kế hoạch ban đầu là có 14 hòn đảo (gồm 15 hòn đảo chiếm đóng vị trí của Melanesia), được giao cho các vị trí của Australia, New Zealand và New Guinea. Các hòn đảo được mua bởi The Investment Dar (một công ty có trụ sở tại Kuwait) và EFAD Holdings vào cuối năm 2006. Tên OQYANA trong tiếng Ả Rập là Châu Đại Dương. Các đảo được chọn vì chúng là một trong những nhóm đảo gần nhất từ Dubai, và cũng có tầm nhìn đẹp nhất thành phố, cách bờ biển Dubai khoảng 4 km.

### Dubailand
Dubailand là một phần của Dubai Holding, là một khu liên hợp giải trí được phát triển ở Dubai, Các Tiểu vương quốc Ả Rập thống nhất. Việc xây dựng Dubailand đã được chia thành bốn giai đoạn. Công việc hiện đang được thực hiện trong giai đoạn một. Giai đoạn đầu tiên trong bốn giai đoạn phát triển của Dubailand sẽ được hoàn thành vào đầu năm 2008 kể từ khi các nhà phát triển quyết định mở rộng công viên lên 50% sau khi hoàn thành nó. Hoàn thành giai đoạn cuối cùng được nhắm mục tiêu trong khoảng thời gian từ năm 2015 đến năm 2018 và dự kiến sẽ lớn hơn Walt Disney World Resort. Một số cơ sở của Dubailand như Dubai Autodrome và Làng toàn cầu đã hoạt động.
Dubailand sẽ bao gồm sáu khu (hoặc các thế giới) gồm:
- Điểm du lịch & Trải nghiệm Thế giới rộng 13,9 km², bao gồm các công viên giải trí, Làng Toàn cầu, Thành phố Trẻ em, Thế giới Khổng lồ, Universal Studios Dubailand, Công viên Nước và Dubai Snowdome (một khu nghỉ mát trượt tuyết trong nhà).
- Thế giới Giải trí và Bán lẻ rộng 4 km², bao gồm Chợ trời, Công viên Thương mại Thế giới, Khu Đấu giá và Cửa hàng.
- Giải trí theo chủ đề và Kỳ nghỉ Thế giới rộng 29,7 km², bao gồm Thế giới Phụ nữ, Đích đến là Dubai, Vương quốc Sa mạc và Andalucia Resort và Spa.
- Thế giới du lịch sinh thái rộng 130 km², bao gồm Sa mạc Safari, Khách sạn Sand Dune, Sa mạc cho cắm trại và Tầm nhìn Di sản Dubai.
- Thế giới Thể thao và ngoài trời rộng 32,9 km², bao gồm Dubai Sports City, Dubai Golf City, Emerat Sports World, Câu lạc bộ Polo và Dubai Autodrome.
- Thế giới Trung tâm rộng 1,8 km², bao gồm thành phố Arabia (Trung tâm mua sắm Arabia, một trong những trung tâm mua sắm lớn nhất thế giới), City Walk, Great Dubai Wheel (vòng quay Ferris cao 185 m) và Thế giới Game thực tế ảo.

#### Bawadi, Dubailand
Bawadi là một dự án được công bố bởi chính phủ Các Tiểu vương quốc Ả Rập thống nhất và các nhà đầu tư khác vào ngày 01 tháng 5 năm 2006. Kế hoạch tổng thể Bawadi kêu gọi một đại lộ dài 10 km ở Dubai và sẽ có 51 khách sạn với hơn 60.000 phòng. Một trong những dự án đầu tư này là khu nghỉ dưỡng khách sạn Asia sẽ là khách sạn lớn nhất thế giới với hơn 6.500 phòng. Việc phát triển sẽ có các khách sạn dọc theo cung đường bao gồm các chủ đề Châu Á, Vũ trụ, Châu Mỹ, Trung Đông, Châu Phi và Châu Âu. Ví dụ như khách sạn Wild Wild West cho nói về chủ đề Châu Mỹ.

#### Thành phố Arabia, Dubailand
Thành phố Arabia là một thành phố nhỏ bên trong Dubailand. Nó sẽ bao gồm một trong những trung tâm mua sắm lớn nhất thế giới, 34 tòa tháp thương mại và dân cư, một công viên giải trí khủng long và một con kênh được bao quanh bởi các tòa nhà theo chủ đề Trung Đông và khu bán lẻ.

#### Falconcity of Wonders
Falconcity of Wonders là một dự án độc đáo cả về thành phần và độ lớn của nó. Với diện tích gần 4 triệu mét vuông, FCW gồm bảy kỳ quan thế giới, trung tâm thương mại, công viên chủ đề chữ ký, trung tâm gia đình, cơ sở thể thao, viện giáo dục, ngoài ra hơn 5.500 đơn vị dân cư khác nhau về thiết kế, vị trí và kích thước, đáp ứng nhu cầu và yêu cầu của cả nhà đầu tư và người dùng. Nó là một phần của Dubailand, có diện tích 0,40 km vuông với chi phí ước tính 1,5 tỷ đô la.

#### Trung tâm mua sắm Arabia
Trung tâm mua sắm Arabia sẽ là một trung tâm mua sắm khổng lồ được xây dựng như một phần của thành phố Arabia trong khuôn viên công viên giải trí Dubailand ở Dubai. Nó đã được công bố bởi Ilyas và Tập đoàn Mustafa Galadari và nó sẽ bao gồm các tiện nghi về giải trí, sân khấu nhà hát và có ngoại thất Trung Đông cổ đại. Giai đoạn 1 của nó có tổng diện tích cho thuê là 370.000 mét vuông, tuy nhiên, khi tất cả các giai đoạn được hoàn thành, nó sẽ là một khu vực cho thuê là 930.000 mét vuông, trở thành trung tâm mua sắm lớn nhất thế giới.

### The Lagoons
The Lagoons là một dự án phát triển bất động sản đã được lên kế hoạch tại Dubai, Các Tiểu vương quốc Ả Rập thống nhất. Nó được đặt dọc theo nhánh sông Dubai, gần đường Ras Al Khor. Chi phí của dự án ước tính khoảng 80 tỷ AED (25 tỷ USD), và bao gồm tháp Dubai. Nó được phát triển bởi công ty bất động sản hiện tại không còn tồn tại Sama Dubai. Khởi công bắt đầu vào cuối năm 2008 trong khi dự án hoàn thành dự kiến hoàn thành từ năm 2010 đến 2011.

### Quần đảo Cây Cọ
Quần đảo Cây Cọ là một số trong những điểm thu hút chính ở Dubai.

#### Palm Jebel Ali
Palm Jebel Ali bắt đầu xây dựng vào tháng 10 năm 2002 và dự kiến sẽ hoàn thành vào giữa năm 2008. Một khi nó đã được hoàn thành, nó sẽ được bao quanh bởi dự án Dubai Waterfront. Dự án sẽ lớn hơn 50% so với Palm Jumeirah, sẽ bao gồm sáu bến du thuyền, công viên nước, 'Sea Village', Busch Gardens, những ngôi nhà được xây dựng trên những cây cột trên mặt nước, và những lối đi bộ lót hình "những chiếc lá cọ".

#### Palm Deira
Palm Deira đã được công bố để phát triển vào tháng 10 năm 2004 và dự kiến hoàn thành vào năm 2015, khi đó nó sẽ trở thành một trong ba quần đảo Cây Cọ lớn nhất với 41 'chiếc lá'. Các dự báo cho thấy rằng việc xây dựng sẽ tiêu thụ hơn một tỷ mét khối đá và cát. Theo công ty Ten Real Estate, "Palm Deira sẽ trải dài 14 km và rộng 8,5 km và có diện tích 80 km vuông. Nó sẽ bao gồm khu dân cư sẽ được đặt trên 'những chiếc lá' và sẽ chứa 8.000 ngôi nhà phố hai tầng theo ba phong cách riêng biệt - Biệt thự Premier, Biệt thự Grand và Nhà phố Vista".

###### Đảo Al Mamzar
Đảo Mamzar là sự phát triển hỗn hợp của diện tích khoảng 900.000 mét vuông. Quá trình phát triển bao gồm đất dài khoảng 1,8 km và rộng 400 m. Địa điểm này nằm ở phía đông bắc của Dubai và sẽ được kết nối với phần còn lại của Dubai bằng một mạng lưới các hệ thống giao thông công cộng như đường sá, đại lộ và khu vực có các dịch vụ taxi nước.

### Hydropolis
Khách sạn và Resort dưới nước Hydropolis là một khách sạn được lên kế hoạch là khu nghỉ mát sang trọng dưới nước đầu tiên trên thế giới. Nó phải nằm cách bờ biển của vịnh Ba Tư khoảng 20 m, ngoài khơi bãi biển Jumeirah.

### The Universe (Dubai)
The Universe là một tập hợp các hòn đảo sẽ được xây dựng ngoài khơi bờ biển Dubai. Họ sẽ hình thành một cụm đảo trong hình dạng của Hệ Mặt Trời. The Universe sẽ có 3.000 ha đất và sẽ mất 15 đến 20 năm để xây dựng. Nakheel, cùng một công ty xây dựng quần đảo Cây Cọ và quần đảo Thế giới, sẽ tạo nên The Universe. The Universe sẽ được đặt giữa Palm Jumeirah, quần đảo Thế giới, bờ biển Jumeirah và Palm Deira. Dự án được công bố vào tháng 1/2008 vẫn đang trong giai đoạn lập kế hoạch. Nó sẽ được nạo vét cát bởi Van Oord, cùng một công ty được xây dựng quần đảo Thế giới, và quần đảo Cây Cọ.

### Dubai Waterfront
Dubai Waterfront được đề xuất để trở thành một khu bờ sông nhân tạo lớn nhất thế giới. Dự án là tập hợp các kênh rạch và đảo nhân tạo; nó sẽ chiếm bờ biển Vịnh Ba Tư còn lại của Dubai, tiểu vương quốc đông dân nhất của Các Tiểu vương quốc Ả Rập thống nhất. Nó sẽ bao gồm một loạt các khu vực sử dụng đa chức năng bao gồm các khu vực thương mại, dân cư, khu nghỉ dưỡng tiện nghi. Tầm nhìn của dự án là "tạo ra một điểm đến đẳng cấp thế giới cho người dân, du khách và doanh nghiệp ở thành phố phát triển nhanh nhất thế giới".

### Khu đi dạo Dubai
Khu đi dạo Dubai là một dự án của Nakheel hiện đang được xây dựng ở phía đông của Dubai Marina. Được xây dựng trên một hòn đảo tự khai hoang nhân tạo, toàn bộ dự án dự kiến sẽ được hoàn thành vào năm 2011. Khu đi dạo dọc bãi biển sẽ có diện tích khoảng 1.060.000 mét vuông. Dự kiến có sức chứa khoảng 20.000 người cho khu đi dạo Dubai.

### Dubai Lost City
Dubai Lost City là một dự án mới của Nakheel, đang được xây dựng ở Dubai, Dubai Lost City khi hoàn thành sẽ mô tả một loạt các thành phố cũ bị mất từ các khu vực khác nhau của thế giới cổ đại được phát hiện sau nhiều thế kỷ bị chôn vùi và lãng quên dưới hình thức biệt thự, nhà phố và căn hộ.

#### Dubai Opera
Dubai Opera là một trung tâm văn hóa hiện đại ở The Lagoons, có sức chứa 2.500 chỗ ngồi, một nhà hát 800 chỗ ngồi, một phòng trưng bày nghệ thuật rộng 5000 mét vuông, một trường nghệ thuật và một khách sạn theo chủ đề '6 sao'. Nó là nhà hát duy nhất trong vùng Vịnh Ba Tư.

## Đề xuất phát triển

### Thành phố Mohammed Bin Rashid
Thành phố Mohammed Bin Rashid là một kế hoạch phát triển sử dụng đa chức năng. Vào tháng 11 năm 2012, tiểu vương Dubai Sheikh Mohammed bin Rashid Al Maktoum đã tuyên bố thành lập những gì ông gọi là "thành phố" mới trong Dubai. Khu phức hợp là chứa bốn thành phần:
- Du lịch gia đình, bao gồm một công viên có thể tiếp nhận 35 triệu du khách mỗi năm, khu phức hợp giải trí gia đình lớn nhất ở Trung Đông, Châu Phi và Tiểu lục địa Ấn Độ. Công viên sẽ được thành lập với sự cộng tác của Universal Studios và bao gồm hơn 100 khách sạn mới.
- Bán lẻ, bao gồm cả trung tâm mua sắm lớn nhất thế giới.[32]
- Nghệ thuật, bao gồm phòng trưng bày nghệ thuật lớn nhất Trung Đông và Bắc Phi.
- Doanh nhân và đổi mới tiến bộ.

Bản vẽ được trình bày bởi Sheikh vào tháng 11 năm 2012 cho thấy rằng sự phát triển bao gồm tất cả các vùng đất trống giáp với:
- Đường Al Khail (E44) về phía tây bắc
- D63 về phía tây tây nam
- Đường Emirates (E311) ở phía nam đông nam
- E66 về phía đông đông bắc

Ngoài ra khu phức hợp được thể hiện là bao gồm cả vườn Mohammad bin Rashid cũng như khu vực Downtown Dubai/Burj Khalifa và Vịnh Business hiện có.

### Tháp Dynamic
Tháp Dynamic (còn được gọi là Tòa nhà kiến trúc Dynamic hoặc Tháp Da Vinci) là một tòa tháp cao 80 m gồm 80 tầng ở Dubai, Các Tiểu vương quốc Ả Rập thống nhất. Điểm đọc đáo là mỗi tầng sẽ có thể xoay độc lập. Điều này sẽ dẫn đến hình dạng thay đổi liên tục của tháp. Mỗi tầng sẽ xoay tối đa 6 mét mỗi phút hoặc một vòng quay hoàn toàn trong 90 phút.

### Tháp Wave
Tháp Wave là một tòa nhà chọc trời cao tầng 92 được đề xuất cho khu Madinat Al Arab của Dubai Waterfront ở Dubai, Các Tiểu vương quốc Ả Rập thống nhất do công ty kiến trúc Tây Ban Nha A-cero thiết kế. Nó được quy hoạch cao 370 mét và được thiết kế để trở thành một tòa nhà năng lượng xanh.

## Phát triển trong tương lai

### Tháp Thành phố Dubai
Tháp Thành phố Dubai còn được gọi là Dubai Vertical City, được thiết kế bởi một kiến trúc sư để trưng bày các công nghệ tương lai, là tòa nhà cao thứ ba sau X-Seed 4000 và tháp Ultima từng được phác thảo trước đây. Nếu được xây dựng, Tháp thành phố Dubai sẽ cao hơn nhiều so với bất kỳ cấu trúc nhân tạo hiện tại nào khác. Nó sẽ cao gấp ba lần chiều cao của tòa tháp Burj Khalifa, hiện là cấu trúc nhân tạo cao nhất từng được xây dựng. Thiết kế hiện tại sẽ có 400 tầng và cao 2400 m.

### Biểu mẫu RERA
Các biểu mẫu RERA Lưu trữ ngày 30 tháng 7 năm 2018 tại Wayback Machine có thể tải xuống tại đây.
- MẪU RERA A Lưu trữ ngày 30 tháng 7 năm 2018 tại Wayback Machine - Hợp đồng của nhà môi giới
- MẪU RERA B Lưu trữ ngày 30 tháng 7 năm 2018 tại Wayback Machine - Thỏa thuận của người mua
- MẪU RERA I Lưu trữ ngày 30 tháng 7 năm 2018 tại Wayback Machine - Đại lý thỏa thuận (Bán)
- MẪU RERA I Lưu trữ ngày 30 tháng 7 năm 2018 tại Wayback Machine - Đại lý thỏa thuận (Thuê)
- MẪU RERA U Lưu trữ ngày 30 tháng 7 năm 2018 tại Wayback Machine - Thông báo chấm dứt hợp đồng